# João Calmon
João de Medeiros Calmon (Colatina, 7 de setembro de 1916 – São Paulo, 11 de janeiro de 1999) foi um advogado, jornalista e empresário brasileiro que no exercício da atividade política foi deputado federal e senador pelo Espírito Santo. Agraciado em 1996 com o Prêmio Anísio Teixeira.

## Biografia
Descendente de tradicional família baiana onde se destacaram o Marquês de Abrantes e Pedro Calmon, é filho de Augusto Pedrinha Du Pin Calmon e Virgínia de Medeiros Calmon. Advogado formado pela Faculdade Nacional de Direito, começou a trabalhar como jornalista nos Diários Associados na condição de repórter do Diário da Noite até ser transferido para Fortaleza onde dirigiu o Correio do Ceará. Entre 1940 e 1946 trabalhou na expansão do grupo ao adquirir diferentes emissoras de rádio e também jornais, fato que o guindou à direção regional do conglomerado para o Norte e o Nordeste do Brasil. Chamado ao Rio de Janeiro por Assis Chateaubriand, dirigiu sucessivamente a Rádio Tamoio, a Rádio Tupi e a TV Tupi. Mais tarde se tornou diretor-geral e a seguir vice-presidente do grupo mesmo com a transformação deste em um condomínio.
Em meio à sua atividade profissional ingressou na política pela legenda do PSD e foi eleito deputado federal em 1962. Opositor indormido do Governo João Goulart, ainda assim foi preterido por Pedro Aleixo como candidato a vice-presidente na chapa do General Costa e Silva pelo comando da ARENA sendo reeleito deputado federal em 1966. Eleito senador em 1970, e indicado senador biônico para um novo mandato em 1978, apresentou ao Congresso Nacional uma emenda destinando percentuais fixos de investimento em educação pela União (18%) e pelos estados e municípios (25%). Batizada com seu nome, tal proposição viria a ser aperfeiçoada com o tempo.
Extinto o bipartidarismo pelo governo João Figueiredo em 1979, João Calmon migrou para o PDS e por fim para o PMDB sendo reeleito senador em 1986. Ao final de seu terceiro mandato retirou-se da vida pública e passou a trabalhar no Instituto Legislativo Brasileiro.